# 1850 w muzyce
Wydarzenia muzyczne w 1850 roku.

## Wydarzenia
- 28 sierpnia – premiera opery Lohengrin Richarda Wagnera w Weimarze[1]
- 16 listopada – w triesteńskim Teatro Grande miała miejsce premiera opery Stiffelio Giuseppe Verdiego[1][2]

## Urodzili się
- 6 stycznia – Xaver Scharwenka, polsko-niemiecki pianista i kompozytor (zm. 1924)
- 14 stycznia – Jan Reszke, polski śpiewak operowy (baryton) (zm. 1925)
- 18 lutego – George Henschel, angielski pianista, kompozytor, dyrygent oraz śpiewak operowy (baryton) (zm. 1934)
- 25 lutego – Alexandre Georges, francuski kompozytor i organista (zm. 1938)
- 9 marca – Alexandre Luigini, francuski kompozytor i dyrygent (zm. 1906)
- 25 kwietnia – Luise Adolpha Le Beau, niemiecka kompozytorka muzyki klasycznej (zm. 1927)
- 7 maja – Anton Seidl, austriacko-węgierski dyrygent (zm. 1898)
- 18 czerwca – Richard Heuberger, austriacki kompozytor, muzykolog i krytyk muzyczny; twórca operetki Bal w operze (zm. 1914)
- 3 lipca – Alfredo Keil, portugalski kompozytor, malarz i poeta niemieckiego pochodzenia, twórca portugalskiej opery narodowej i hymnu państwowego Portugalii (zm. 1907)
- 4 lipca – Ole Olsen, norweski organista, kompozytor, dyrygent i muzyk wojskowy (zm. 1927)
- 9 września – Leopoldo Miguez, brazylijski kompozytor i dyrygent (zm. 1902)
- 21 września – Hans Sitt, czeski skrzypek, kompozytor, dyrygent i pedagog muzyczny (zm. 1922)
- 10 listopada – Arthur Goring Thomas, angielski kompozytor (zm. 1892)
- 1 grudnia – Peter Lange-Müller, duński kompozytor (zm. 1926)
- 9 grudnia – Emma Abbott, amerykańska sopranistka (zm. 1891)
- 13 grudnia – Iver Holter, norweski kompozytor i dyrygent (zm. 1941)
- 21 grudnia – Zdeněk Fibich, czeski kompozytor operowy (zm. 1900)
- 28 grudnia – Francesco Tamagno, włoski śpiewak operowy (tenor) (zm. 1905)
- 29 grudnia – Tomás Bretón, hiszpański dyrygent i kompozytor (zm. 1923)
- 30 grudnia – Wilhelm Rudnick, niemiecki kompozytor, organista, pedagog muzyczny (zm. 1927)

Data dzienna nieznana
- Adam Wroński, polski skrzypek, kompozytor, dyrygent i pedagog (zm. 1915)

## Zmarli
- 3 stycznia – Giuseppina Grassini, włoska śpiewaczka operowa (kontralt) (ur. 1773)
- 19 marca – Adalbert Gyrowetz, czeski kompozytor (ur. 1763)
- 8 kwietnia – Václav Jan Křtitel Tomášek, czeski kompozytor i pedagog muzyczny (ur. 1774)
- 18 czerwca – Antoni Weinert, polski flecista i kompozytor pochodzenia czeskiego (ur. 1751)
- 20 października – Friedrich Wilhelm Pixis, niemiecki skrzypek, dyrygent, kompozytor i pedagog (ur. 1785)